# Infiel
Infiel es un término que aplicado en el ámbito religioso se refiere a aquel que no profesa una fe considerada como verdadera, en referencia al cristianismo o al islam. También se suele aplicar a aquel que posee dudas o rechaza principios centrales de una religión o no posee creencias religiosas. 
Cuando se utiliza en un sentido islámico sirve como una traducción de la palabra árabe kafir (literalmente el que niega las bendiciones de Dios) y se refiere a quienes niegan la existencia de Dios, adoran a más de un dios, o profesan culto a otra cosa que no sea Dios.
Es también utilizada para los que realizan actos de «infidelidad» (del latín infidelĭtas). Una persona fiel es aquella que se comporta con lealtad, que mantiene un compromiso asumido o que ejecuta algo con exactitud. El individuo infiel, por lo tanto, hace exactamente lo contrario. También se utiliza la palabra «infiel» para referirse al cónyuge que rompe el pacto monogámico del matrimonio.

## Etimología
Del latín infidelis, «infiel», después «no creyente». En el siglo XV los cristianos utilizaron el término para referirse a un no cristiano (especialmente a un sarraceno); después a «quien no cree en la religión».[cita requerida]
Ha sido mal utilizado para traducir el término árabe «kafir», que es el participio activo de la raíz K-F-R (cubrir o encubrir). En un sentido islámico, la palabra kafir se usa para referirse a una persona que rechaza a Dios, que oculta o cubre la verdad, pues Dios es la verdad en sentido absoluto, y quien niega a Dios oculta a otros la verdadera razón de la existencia del hombre, que es adorar a su Creador.
En realidad, un kafir es aquel que niega a Dios con sus actos ofensivos contra Él y los creyentes. En el islam, cristianos y judíos son considerados «gentes de la revelación», es decir, quienes recibieron de dios el mensaje revelado en la Torá y la Biblia. Por lo tanto, son considerados creyentes, no kafir. Por otro lado, un musulmán que viole la ley coránica y actúe en contra de los creyentes, será considerado kafir. En un sentido estricto, el kafir es una amenaza para la sociedad pues viola la ley e incita al pecado y la violencia.
Al hablar de la posición de los miembros de otras religiones respecto al islam se debe utilizar la expresión «no musulmanes» y no el término infieles, ya que este no es un concepto del islam. Respecto a los propios musulmanes, muchos eruditos[¿quién?] recomiendan recurrir al término kafir solo en casos específicos en los que una persona, sea musulmana o no, lleve una vida abiertamente ofensiva y contraria a la ley coránica. Esto no significa que deba maltratarse de ninguna forma al kafir: si bien por un lado puede ser juzgado y condenado por sus actos, también puede ser tratado con compasión si se halla enfermo o requiere ayuda. Está prohibido utilizar el término kafir con ligereza, pues se considera la peor palabra que existe, y un musulmán no debe decir malas palabras.

## En el cristianismo
En el cristianismo católico, el término «infiel» es un término eclesiástico referido a quien no cree en la divinidad de Jesús o a quien no ha sido bautizado. Un hereje, en cambio, es una persona que cree en la divinidad de Jesús pero que también posee creencias que contradicen los dogmas católicos, mientras que un cismático es una persona que no posee creencias contrarias a los dogmas católicos, pero niega la autoridad de la Iglesia católica.

## En el islam
En el islam, la palabra árabe «kafir» (كافر) se refiere a una persona que niega a Dios (Alá) o al profeta islámico Mahoma. Quien vive de acuerdo con los principios islámicos aunque no conozca el islam es considerado creyente. Quien vive en contra de la ley coránica, aunque se diga musulmán, es considerado hereje. Debido a que el término se considera peyorativo, los estudiosos musulmanes[¿quién?] desalientan su uso debido a que el Corán ordena utilizar palabras amables. Es incluso un delito utilizar este término en contra de un judío o un cristiano, dado que el Corán considera a los miembros de otras religiones monoteístas seguidores «desviados» de la palabra de Alá, y no propiamente infieles:

En verdad, los creyentes y los judíos, los cristianos y los sabeos, quienes crean en Dios y en el Último Día y actúen rectamente, tendrán su recompensa junto a su Señor. No tendrán que temer y no estarán tristes. [...] Verdaderamente, entregamos a Moisés la Escritura [Sagrada] y después de él seguimos enviando profetas. Y dimos a Jesús hijo de María las pruebas claras y le fortalecimos con el Espíritu Santo. (Corán, 2:62 y 2:87).

Similar sentido tiene harbiyun, el que proviene de Dar al-Harb (territorios gobernados por no musulmanes).
Es de notar que hasta inicios del siglo XX existían al menos dos topónimos muy difundidos en Occidente que derivaban de la palabra kafir: 
- el Kafiristán («país de los paganos») en lo que actualmente son las fronteras septentrionales de Afganistán y Pakistán. Más concretamente, el Kafiristán aludía a los valles habitados por la etnia Kalasha
- la Cafrería nombre con que se designaba al territorio del sur de África poblado por pueblos bantúes paganos, los cafres.